# 学園ドラマ
学園ドラマ（がくえんドラマ）は、主に学校を舞台にしたテレビドラマのジャンル。学校を舞台にし、学級形成のため大量に若い俳優や子役を用意する必要があり、そこから人気俳優になるケースも多々ある為若手俳優の青田買い場とされている。

## 学園ドラマ

### 小学校
- みんななかよし（NHK学校放送） 1962年 - 1987年
- 明るいなかま（NHK学校放送） 1962年 - 1986年
- 熱中時代（主演：水谷豊） 1978年、1980年
  - 熱中時代（2011年版）（主演：佐藤隆太）
- サンキュー先生（主演：西田敏行） 1980年
- 先生は一年生（主演：榊原郁恵） 1981年
- うちの子にかぎって…（主演：田村正和） 1984年、1985年
- あしたへジャンプ（NHK学校放送） 1986年 - 1996年
- 教師びんびん物語（主演：田原俊彦） 1988年 - 2001年
- さわやか3組（NHK学校放送 年度毎に交代） 1987年 - 2009年
- 虹色定期便（NHK学校放送 年度毎に交代） 1997年 - 2006年
- 時々迷々（NHK学校放送） 2009年 - 2012年
- 愛してるよ!先生（主演：山瀬まみ） 1990年
- 学校があぶない（主演：田中健） 1992年
- みにくいアヒルの子（主演：岸谷五朗） 1996年 - 2003年
- 先生知らないの?（主演：草彅剛） 1998年
- ズッコケ三人組シリーズ
  - それいけ!ズッコケ三人組（主演：山田克二） 1985年 - 1986年
  - ズッコケ三人組（主演：石坂晴樹） 1999年
    - ズッコケ三人組2（主演：石坂晴樹） 1999年
    - ズッコケ三人組VS双子探偵〜光の世界へ翔べ〜（主演：石坂晴樹） 2001年

  - ズッコケ三人組3（主演：小林宏至） 2001年
  - 新・ズッコケ三人組（主演：米田良） 2002年
- キッズ・ウォー（主演：生稲晃子→井上真央） 1999年 - 2003年
  - 新キッズ・ウォー（主演：大河内奈々子） 2005年
- 浪花少年探偵団
  - NHK版（主演：山田まりや） 2000年
  - TBS版（主演：多部未華子）2012年
- ガッコの先生（主演：堂本剛） 2001年
- クニミツの政（主演：押尾学） 2003年
- 光とともに…（主演：篠原涼子、齋藤隆成、小林聡美） 2004年
- みんな昔は子供だった（主演：国仲涼子、深澤嵐、陣内孝則） 2005年
- 女王の教室（主演：天海祐希） 2005年
- エジソンの母（主演：伊東美咲） 2008年
- ラブレター・小学生時代（主演：松嶋友貴奈）　2008年
- 夢の見つけ方教えたる!（主演：浜田雅功） 2008年、2010年
- ハガネの女（主演：吉瀬美智子） 2010年、2011年
- スクール!!（主演：江口洋介） 2011年
- 下剋上受験（主演：阿部サダヲ）2017年

### 中学校
- 中学生日記 1972年（前身を含めると1962年） - 2012年3月16日
  - 前身番組中学生次郎 1962年 - 1963年
  - 中学生時代 1963年 - 1967年
  - 中学生群像 1969年 - 1972年
- 3年B組金八先生 第1シリーズ〜ファイナル（主演：武田鉄矢） 1979年 - 2011年
  - 姉妹番組
    - 1年B組新八先生（主演：岸田敏志） 1980年
    - 2年B組仙八先生（主演：さとう宗幸） 1981年 - 1982年
    - 3年B組貫八先生（主演：川谷拓三） 1982年 - 1983年
    - 東中学3年5組（主演：南こうせつ） 1984年
- ピーマン白書（主演：岸田森） 1980年
- 生徒諸君!（主演：上田美恵） 1980年
- もしも、学校が…!?（主演：三田村邦彦） 1985年
- ボクの婚約者（主演：福永恵規） 1986年
- 新・熱中時代宣言（主演：榊原郁恵） 1986年
- 人間・失格〜たとえばぼくが死んだら（主演：赤井英和） 1994年
- 暴力教師（主演：時任三郎） 1996年
- 職員室（主演：浅野温子） 1997年
- さくら（主演：高野志穂）  2002年
- ドレミソラ（主演：黒谷友香） 2002年
- 新キッズ・ウォー2（主演：大河内奈々子） 2006年
- 探偵学園Q（主演：神木隆之介） 2006年（単発ドラマ）、2007年（連続ドラマ）
- わたしたちの教科書（主演：菅野美穂、伊藤淳史） 2007年
- 生徒諸君!（主演：内山理名） 2007年
- こどもの事情（主演：田中律子、柳沢慎吾） 2007年
- バッテリー（主演：中山優馬、高田翔）2008年
- 先生はエライっ!（主演：中島裕翔、山田涼介、知念侑李、有岡大貴） 2008年
- スクラップ・ティーチャー〜教師再生〜（主演：中島裕翔、山田涼介、知念侑李、有岡大貴） 2008年
- 塀の中の中学校（主演：オダギリジョー） 2010年
- 鈴木先生（主演：長谷川博己） 2011年
- ブラックボード〜時代と戦った教師たち〜（主演：櫻井翔、佐藤浩市、松下奈緒） 2012年
- 幽かな彼女（主演:香取慎吾） 2013年
- 盲目のヨシノリ先生〜光を失って心が見えた〜（主演：加藤シゲアキ、沢尻エリカ）  2016年
- やけに弁の立つ弁護士が学校でほえる（主演：神木隆之介）2018年
- 中学聖日記（主演：有村架純）2018年
- おいしい給食 (主演：市原隼人）2020年〜
- 青のSP―学校内警察・嶋田隆平―（主演：藤原竜也）2021年

### 高等学校
- 青春とはなんだ（主演：夏木陽介、藤山陽子） 1965年 - 1966年（NTV）
- これが青春だ（主演：竜雷太、弓恵子） 1966年 - 1967年（NTV）
- でっかい青春（主演：竜雷太、広瀬みさ） 1967年 - 1968年（NTV）
- 高校生時代（中学生日記の前身番組） 1967年 - 1968年（NHK）
- われら高校生（同上） 1968年 - 1969年（NHK）
- 花子ちゃん（主演：江利チエミ） 1968年 - 1969年（CX）
- 進め!青春（主演：浜畑賢吉、亀井光代） 1968年（NTV）
- 炎の青春（主演：東山敬司、柏木由紀子） 1969年（NTV）
- 打ち込め! 青春（主演：中山仁、范文雀） 1971年（NET）
- 太陽の恋人（主演：桜木健一、吉沢京子） 1971年（NET）
- おれは男だ!（主演：森田健作、早瀬久美） 1971年 - 1972年（NTV）主題歌「さらば涙と言おう」
- 青春をつっ走れ（主演：森田健作、紀比呂子） 1972年（CX）
- あしたに駈けろ!（主演：森田健作、鳥居恵子） 1972年（CX）
- 泣くな青春（主演：中山仁） 1972年（CX）
- 飛び出せ!青春（主演：村野武範、酒井和歌子） 1972年 - 1973年（NTV）主題歌「太陽がくれた季節」
- 高校教師（主演：加山雄三） 1974年（TX）
- われら青春!（主演：中村雅俊、島田陽子） 1974年（NTV）
- 若い!先生（主演：篠田三郎、坂口良子） 1974年（TBS）
- 純愛山河 愛と誠（主演：池上季実子、夏夕介） 1974年 - 1975年（TX）
- 青春ド真中!（主演：中村雅俊、あべ静江） 1978年（NTV）
- ゆうひが丘の総理大臣（主演：中村雅俊、由美かおる） 1978年（NTV）
- あさひが丘の大統領（主演：宮内淳、片平なぎさ） 1979年（NTV）
- ただいま放課後（主演：本田博太郎、寺泉哲章） 1980年 - 1981年（CX）
- 気になる天使たち（主演：名高達男、志穂美悦子） 1981年
- メチャン子・ミッキー（主演：堀ちえみ） 1982年
- 高校聖夫婦（主演：鶴見辰吾、伊藤麻衣子）1983年
- だから青春 泣き虫甲子園（主演：菊地陽子） 1983年
- 名門私立女子高校（主演：西田敏行） 1984年
- スクール☆ウォーズ（主演：山下真司） 1984年 - 1985年
- 花の女子校 聖カトレア学園（主演：鳥越マリ、森尾由美、桑田靖子） 1985年 - 1986年
- ヤヌスの鏡（主演：杉浦幸） 1985年 - 1986年
- ジャンプアップ!青春（主演：工藤夕貴） 1986年
- 天使のアッパーカット（主演：大塚真美） 1986年
- セーラー服通り（主演：石野陽子） 1986年
- セーラー服反逆同盟（主演：中山美穂、仙道敦子） 1986年 - 1987年
- スケバン刑事シリーズ
  - スケバン刑事（主演：斉藤由貴） 1985年
  - スケバン刑事II 少女鉄仮面伝説（主演：南野陽子） 1985年 - 1986年
  - スケバン刑事III 少女忍法帖伝奇（主演：浅香唯） 1986年 - 1987年
- 同級生は13歳（主演：後藤久美子） 1987年
- アリエスの乙女たち（主演：南野陽子） 1987年
- セーラー服露天風呂卒業旅行（主演：松本典子） 1987年
- はいすくーる落書（主演：斉藤由貴） 1989年（パート1）、1990年（パート2）
- 愛しあってるかい!（主演：陣内孝則） 1989年
- いけない女子高物語（主演：古手川祐子） 1990年
- 自主退学（主演：タモリ） 1990年
- ビバリーヒルズ高校白書 1990年 - 2000年
- 学校へ行こう!（主演：浅野ゆう子） 1991年
- 先生のお気にいり!（主演：陣内孝則） 1991年
- ボクたちのドラマシリーズ 各作品
  - 放課後（主演：観月ありさ、いしだ壱成） 1992年
  - お願いダーリン!（主演：高橋由美子） 1993年
  - お願いデーモン!（主演：戸田菜穂） 1993年
  - 時をかける少女（主演：内田有紀） 1994年
- じゃじゃ馬ならし（主演：観月ありさ） 1993年
- アリよさらば（主演：矢沢永吉） 1994年
- 南くんの恋人（主演：高橋由美子、武田真治） 1994年
- 白線流し（主演：長瀬智也） 1996年 - 2005年
- イグアナの娘（主演：菅野美穂） 1996年
- それが答えだ!（主演：三上博史） 1997年
- GTO（主演：反町隆史）1998年、1999年
- ナオミ（主演：藤原紀香） 1999年
- 女教師（主演：高島礼子） 1999年
- L×I×V×E（主演：今井絵理子、新垣仁絵） 1999年
- 伝説の教師（主演：松本人志、中居正広） 2000年
- お前の諭吉が泣いている（主演：東山紀之） 2001年
- R-17（主演：中谷美紀） 2001年
- さよなら、小津先生（主演：田村正和） 2001年
- HR（定時制高校）（主演：香取慎吾） 2002年 - 2003年
- ごくせん（主演：仲間由紀恵） 2002年（第1シリーズ）、2005年（第2シリーズ）、2008年（第3シリーズ）
- Stand Up!!（主演:二宮和也) 2003年
- ヤンキー母校に帰る（主演：竹野内豊） 2003年
- ライオン先生（主演：竹中直人） 2003年
- WATER BOYS（主演：山田孝之） 2003年
- WATER BOYS2（主演：市原隼人） 2004年
- 放課後。（主演：堀北真希） 2004年
- めだか（定時制高校）（主演：ミムラ） 2004年
- エースをねらえ!（主演：上戸彩） 2004年
- アタックNo.1（主演：上戸彩） 2005年
- 南くんの恋人（主演：深田恭子、二宮和也） 2004年
- H2〜君といた日々（主演：山田孝之） 2005年
- がんばっていきまっしょい（主演：鈴木杏） 2005年
- ドラゴン桜（主演：阿部寛） 2005年(第一シリーズ)、2021年(第二シリーズ)
- 野ブタ。をプロデュース（主演：亀梨和也、山下智久） 2005年
- 花より男子シリーズ （主演:井上真央） 2005年、2007年
- pinkの遺伝子（主演：中土居宏宜） 2005年
- スターライト （主演：星井七瀬） 2005年
- ガチバカ!（主演：高橋克典） 2006年
- ロケットボーイズ（主演：遠藤雄弥） 2006年
- マイ☆ボス マイ☆ヒーロー（主演：長瀬智也） 2006年
- ダンドリ。〜Dance☆Drill〜（主演：榮倉奈々）2006年
- 花ざかりの君たちへ〜イケメン♂パラダイス〜（主演：堀北真希）2007年
  - 花ざかりの君たちへ〜イケメン☆パラダイス〜2011（主演：前田敦子）2011年
- 山田太郎ものがたり（主演：二宮和也、櫻井翔） 2007年
- ライフ（主演：北乃きい） 2007年
- 有閑倶楽部（主演：赤西仁） 2007年
- ROOKIES（主演：佐藤隆太） 2008年
- 学校じゃ教えられない!（主演：深田恭子） 2008年
- 太陽と海の教室（主演：織田裕二） 2008年
- ゴーストフレンズ（主演：福田沙紀）2009年
- ふたつのスピカ（主演：桜庭ななみ） 2009年
- メイちゃんの執事（主演：水嶋ヒロ、榮倉奈々）2009年
- サムライ・ハイスクール（主演：三浦春馬） 2009年
- マジすか学園シリーズ
  - マジすか学園（主演：前田敦子）2010年
  - マジすか学園2（主演：前田敦子）2011年
  - マジすか学園3（主演：島崎遥香）2012年
  - マジすか学園4（主演：宮脇咲良、島崎遥香）2015年
  - マジすか学園5（主演：島崎遥香）2015年
- とめはねっ! 鈴里高校書道部（主演：朝倉あき） 2010年
- ヤンキー君とメガネちゃん（主演：成宮寛貴、仲里依紗） 2010年
- ハンマーセッション!　2010年
- タンブリング（主演：山本裕典）2010年
- Q10（主演：佐藤健、前田敦子） 2010年
- 美咲ナンバーワン!!（主演：香里奈）2011年
- 桜からの手紙 〜AKB48 それぞれの卒業物語〜（主演：AKB48） 2011年
- アスコーマーチ〜明日香工業高校物語〜（主演：武井咲） 2011年
- 桜蘭高校ホスト部（主演：川口春奈）2011年
- 数学♥女子学園（主演：田中れいな、道重さゆみ）2012年
- 私立バカレア高校（主演：森本慎太郎）2012年
- GTO（リメイク版）（主演：AKIRA）2012年、2014年
- 黒の女教師（主演：榮倉奈々）2012年
- ハイスクール歌劇団☆男組（主演：大東駿介）2012年
- So long !（主演：AKB48）2013年
- 35歳の高校生（主演：米倉涼子）2013年
- 仮面ティーチャー（主演：藤ヶ谷太輔） 2013年、2014年
- 山田くんと7人の魔女（主演：西内まりや、山本裕典）2013年
- 49（主演：佐藤勝利） 2013年
- 夜のせんせい（主演：観月ありさ） 2014年
- 近キョリ恋愛（主演：阿部顕嵐（ジャニーズJr.））2014年
- 弱くても勝てます〜青志先生とへっぽこ高校球児の野望〜（主演：二宮和也）2014年
- 水球ヤンキース（主演：中島裕翔）2014年
- 地獄先生ぬ〜べ〜（主演：丸山隆平）2014年
- ごめんね青春!（主演：錦戸亮）2014年
- 学校のカイダン（主演：広瀬すず）2015年
- She（主演：松岡茉優）2015年
- 表参道高校合唱部!（主演：芳根京子）2015年
- 初森ベマーズ （主演：西野七瀬) 2015年
- となりの関くんとるみちゃんの事象（主演：渡辺佑太朗、トミタ栞）2015年
- 監獄学園-プリズンスクール-（主演：中川大志）2015年
- 黒崎くんの言いなりになんてならない（主演：中島健人）2015年
- 仰げば尊し（主演：寺尾聰）2016年
- 時をかける少女（主演：黒島結菜）2016年
- 徳山大五郎を誰が殺したか?（主演：欅坂46）2016年
- クズの本懐（主演：吉本実憂、桜田通）2017年
- 残酷な観客達（主演：欅坂46）2017年
- 僕たちがやりました（主演：窪田正孝）2017年
- 先に生まれただけの僕（主演：櫻井翔）2017年
- ぼくは麻理のなか（主演：池田エライザ、吉沢亮）2017年
- ファイブ（主演：佐藤流司）2017年
- 花にけだもの（主演：中村ゆりか）2018年
- 覚悟はいいかそこの女子。（主演：中川大志、伊藤健太郎、若林時英、甲斐翔真）2018年
- 花のち晴れ〜花男 Next Season〜（主演：杉咲花）2018年
- チア☆ダン（主演：土屋太鳳）2018年
- マジムリ学園（主演：小栗有以）2018年
- 今日から俺は!!（主演：賀来賢人）2018年
- 3年A組-今から皆さんは、人質です-（主演：菅田将暉、永野芽郁）2019年
- 僕の初恋をキミに捧ぐ（主演：野村周平、桜井日奈子）2019年
- 俺のスカート、どこ行った?（主演：古田新太）2019年
- 都立水商!（主演：竜星涼）2019年
- いつか、眠りにつく日（主演：大友花恋、小関裕太、甲斐翔真、喜多乃愛）2019年
- ブラック校則（主演：佐藤勝利、髙橋海人）2019年
- HiGH&LOW THE WORST EPISODE.O（主演:吉野北人、川村壱馬）2019年
- ホームルーム （主演：山田裕貴）2020年
- 女子高生の無駄づかい（主演：岡田結実、恒松祐里、中村ゆりか）2020年
- DASADA（主演：日向坂46）2020年
- シックスティーン症候群 （主演：板垣瑞生）2020年
- いとしのニーナ （主演：岡田健史）2020年
- FAKE MOTION -卓球の王将- （主演：佐野勇斗）2020年
- 真夏の少年〜19452020（主演：美 少年）2020年
- メンズ校（主演：なにわ男子）2020年
- どんぶり委員長 （主演：伊原六花）2020年
- 先生を消す方程式。（主演：田中圭）2020年
- お茶にごす。（主演：鈴木伸之）2021年
- 消えた初恋（主演：道枝駿佑、目黒蓮）2021年
- 古見さんは、コミュ症です。（主演：増田貴久）2021年
- 顔だけ先生（主演：神尾楓珠、貫地谷しほり）2021年
- この初恋はフィクションです（主演：飯沼愛）2021年
- もしも、イケメンだけの高校があったら（主演：細田佳央太）2022年
- 未来への10カウント（主演：木村拓哉）2022年
- ナンバMG5（主演：間宮祥太朗）2022年
- 最高の教師 1年後、私は生徒に■された（主演：松岡茉優）2023年
- 最高の生徒〜余命1年のラストダンス〜（主演：畑芽育）2023年
- 下剋上球児（主演：鈴木亮平）2023年
- JKと六法全書（主演：幸澤沙良）2024年
- 先生さようなら（主演：渡辺翔太）2024年
- マルス-ゼロの革命-（主演：道枝駿佑）2024年
- ビリオン×スクール（主演：山田涼介）2024年
- 伝説の頭 翔（主演：高橋文哉）2024年
- 素晴らしき哉、先生!（主演：生田絵梨花）2024年
- 3年C組は不倫してます。（主演：莉子）2024年
- なんで私が神説教（主演：広瀬アリス）2025年

### 大学
- 青が散る（主演：石黒賢、佐藤浩市、二谷友里恵、川上麻衣子） 1984年
- ふぞろいの林檎たち（主演：中井貴一、時任三郎、柳沢慎吾） 1983年 - 1997年
- ビバリーヒルズ青春白書 1990年 - 2000年
- あすなろ白書（主演：石田ひかり、筒井道隆） 1993年
- 東京大学物語（主演：稲垣吾郎、瀬戸朝香） 1994年
- 南くんの恋人スペシャル もうひとつの完結編 1995年
- キャンパスノート（主演：内田有紀） 1996年
- 天才柳沢教授の生活（主演：松本幸四郎 (9代目)） 2002年
- 動物のお医者さん（主演：吉沢悠） 2003年
- オレンジデイズ（主演：妻夫木聡、柴咲コウ） 2004年
- 産隆大學應援團（主演：山本太郎） 2005年
- のだめカンタービレ（主演：上野樹里、玉木宏） 2006年
- お迎えデス。（主演： 福士蒼汰、 土屋太鳳） 2016年
- 卒業バカメンタリー（主演：藤井流星）2018年
- ワンダーウォール（主演：須藤蓮、岡山天音）2018年
- マイダイアリー（主演：清原果耶、佐野勇斗）2024年

### その他の学校
- 学校 (映画) 　（夜間中学）　 （監督：山田洋次　主演：西田敏行、田中邦衛、萩原聖人）
- 学校 (映画) Ⅱ（高等養護学校)（監督：山田洋次　主演：西田敏行、吉岡秀隆、いしだあゆみ）
- 学校 (映画) Ⅲ（職業訓練校） （監督：山田洋次　主演：大竹しのぶ、小林稔侍、田中邦衛）
- おこれ!男だ（私塾）（主演：森田健作、石橋正次）
- 若葉学習塾（学習塾）
- オサラバ坂に陽が昇る（教護院）（主演:矢崎滋）
- 婦警候補生物語（警察学校）（主演:伊藤麻衣子）
- 痛快!婦警候補生やるっきゃないモン!（警察学校）（主演:富田靖子）
- 予備校ブギ（予備校）（主演:緒形直人）
- スクールウォーズII（少年院）（主演:山下真司）
- ドク（日本語学校）（主演:香取慎吾、安田成美、菅野美穂）
- 教習所物語（自動車教習所）（主演:武田鉄矢、水前寺清子）
- ランドセルゆれて（学童保育）
- 勝利の女神（学習塾）（主演:中居正広、陣内孝則）
- ビギナー（司法研修所）（主演:ミムラ）
- 海猿（海上保安大学校）
  - NHK版（主演:国分太一）
  - フジテレビ版（主演:伊藤英明）
- 赤鼻のセンセイ（主演:大泉洋）（院内学級）
- 日本人の知らない日本語 (日本語学校) (主演:仲里依紗)
- 陽はまた昇る（警察学校）（主演:佐藤浩市）
- ビギナーズ! （警察学校）（主演:藤ヶ谷太輔）
- オトナ高校（性学校）（主演：三浦春馬）
- 女囚セブン（女子刑務所） （主演：剛力彩芽）
- ＃声だけ天使（声優学校）（主演：亀田侑樹、仁村紗和）
- 教場（警察学校）（主演：木村拓哉）「教場」「教場Ⅱ」
- ワンモア（夜間定時制高校）（主演：戸塚祥太、五関晃一、塚田僚一、河合郁人、橋本良亮）
- 声春っ! （声優学校）（主演・日向坂46）
- 二月の勝者-絶対合格の教室-（中学受験塾）（主演：柳楽優弥）

- 北の国から（小学校）（主演：田中邦衛、吉岡秀隆）

## 学校が登場するその他の作品
- 魔女の条件
- 高校教師 (1993年版)
- 高校教師 (2003年版)
- ロング・ラブレター〜漂流教室〜（タイムスリップした高校）
- ストロベリー・オンザ・ショートケーキ
- ハレンチ学園
- 銀狼怪奇ファイル
- 怪奇倶楽部・悪霊学園（木曜の怪談）
- しあわせのシッポ
- 僕の生きる道
- 六番目の小夜子
- 天国に一番近い男教師編
- 未成年
- ホットマン
- ヤスコとケンジ
- ガリレオ
- 愛という名のもとに（大学の同窓会）
- 家なき子2
- ザ・スクールコップ
- 大切なことはすべて君が教えてくれた
- おひとりさま
- 悪夢ちゃん
- ぼくたちと駐在さんの700日戦争
- ツナグ
- 斉藤さん2
- 家族ゲーム
- 早子先生、結婚するって本当ですか?
- 過保護のカホコ
- マルモのおきて
- 御上先生

## 関連文献
- 西岡壱誠『学園ドラマは日本の教育をどう変えたか 《熱血先生》から《官僚先生》へ』笠間書院、2025年5月5日。ISBN 978-4-305-71043-7。（電子版あり）